# 夸斯沃
夸斯沃（法語：Coisevaux，法語發音：[kwazvo]）是法国上索恩省的一个市镇，属于吕尔区。

## 地理
夸斯沃（47°34'47"N, 6°42'22"E）面积4.18 平方千米，位于法国勃艮第-弗朗什-孔泰大區上索恩省，该省份为法国东部内陆省份，北起顺时针与孚日省、贝尔福地区省、杜省、汝拉省、科多尔省和上马恩省接壤。
与夸斯沃接壤的市镇（或旧市镇、城区）包括：吕兹、特雷曼、尚佩、库特南、埃里库尔、韦尔朗。

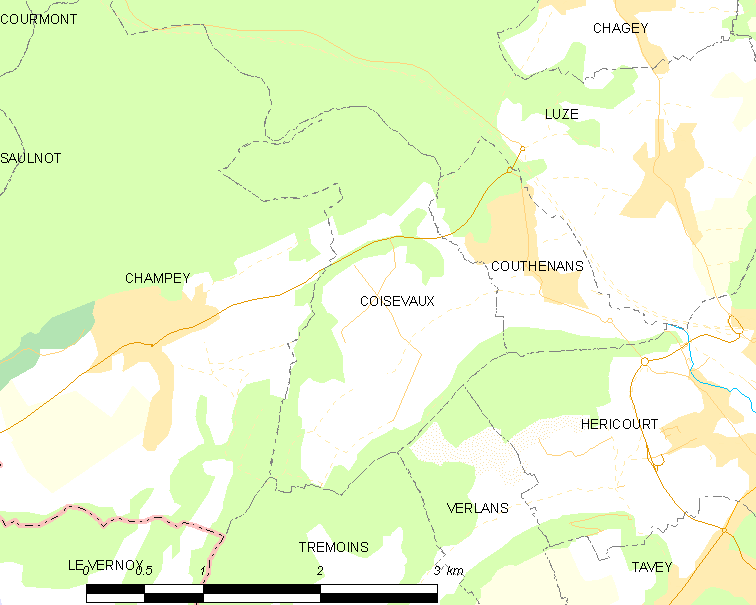
夸斯沃的OSM定位图

夸斯沃的时区为UTC+01:00、UTC+02:00（夏令时）。

## 行政
夸斯沃的邮政编码为70400，INSEE市镇编码为70160。

## 政治
夸斯沃所属的省级选区为埃里库尔第二县。

## 人口

1962-2008年间夸斯沃人口变化图示

夸斯沃于2022年1月1日时的人口数量为306人。